# Вестгейвен-Мунстоун (Каліфорнія)
Вестгейвен-Мунстоун (англ. Westhaven-Moonstone) — переписна місцевість (CDP) в США, в окрузі Гумбольдт штату Каліфорнія. Населення — 1187 осіб (2020).

## Географія
Вестгейвен-Мунстоун розташований за координатами 41°2′10″ пн. ш. 124°5′29″ зх. д. / 41.03611° пн. ш. 124.09139° зх. д. (41.036145, -124.091281).  За даними Бюро перепису населення США в 2010 році переписна місцевість мала площу 21,05 км², з яких 20,96 км² — суходіл та 0,10 км² — водойми.

## Демографія
Згідно з переписом 2010 року, у переписній місцевості мешкало 1205 осіб у 548 домогосподарствах у складі 310 родин. Густота населення становила 57 осіб/км².  Було 623 помешкання (30/км²).
Расовий склад населення:
| - 89,9 % — білих - 3,2 % — корінних американців - 1,5 % — азіатів - 0,7 % — чорних або афроамериканців |

До двох чи більше рас належало 3,8 %. Частка іспаномовних становила 4,4 % від усіх жителів.
За віковим діапазоном населення розподілялося таким чином: 19,4 % — особи молодші 18 років, 65,2 % — особи у віці 18—64 років, 15,4 % — особи у віці 65 років та старші. Медіана віку мешканця становила 45,6 року. На 100 осіб жіночої статі у переписній місцевості припадало 106,0 чоловіків;  на 100 жінок у віці від 18 років та старших — 107,9 чоловіків також старших 18 років.
Середній дохід на одне домашнє господарство  становив 56 949 доларів США (медіана — 50 536), а середній дохід на одну сім'ю — 67 412 долари (медіана — 60 000). За межею бідності перебувало 17,0 % осіб, у тому числі 0,9 % дітей у віці до 18 років та 0,5 % осіб у віці 65 років та старших.
Цивільне працевлаштоване населення становило 426 осіб. Основні галузі зайнятості: освіта, охорона здоров'я та соціальна допомога — 21,6 %, роздрібна торгівля — 15,7 %, мистецтво, розваги та відпочинок — 14,3 %.